# Stambeno-gospodarski sklop Bartučević-Raffaeli-Grivičić u Dubovici
Stambeno-gospodarski sklop kuća obitelji Bartučević, Raffaeli i Grivičić nalazi se naselju Dubovica koje upravno pripada susjednom Zaraću.
U zapadnom uglu žala na dnu uvale Dubovica smjestile su se najstarije građevine. Podizane su tijekom stoljeća od obitelji Bartučević, Raffaelli i Grivičić. U današnjem obliku nastale su u 19. i početkom 20. stoljeća, građene u tradiciji seoskog graditeljstva. Brojni ulomci 15. i 16. stoljeća govore o starijim građevinama. Posebno se ističe s tri velika luminara na južnom nagibu krova.
Sklop su ladanjsko-gospodarske građevine Grivičić-Bartučević i Raffaelli, središte imanja Dubovi Dol. U vrelima je zabilježen prvi put u 16. stoljeću. Imanje na kojem se nalazi prvi se put spominje u 13. stoljeću kao vlasništvo Grivičića kojima pripada do polovice 16. stoljeća, kad ga baštine Bartučevići pa zatim Raffaelliji. U 19. stoljeću imanje Dubovi Dol činilo je 40 hektara obradive zemlje i 210 hektara pašnjaka i šume.

## Zaštita
Pod oznakom RST-1319-1988. zaveden je pod vrstom "nepokretna kulturna baština - pojedinačna", pravna statusa zaštićena kulturnog dobra, klasificirano kao "stambeno-poslovne građevine".

## Vanjske poveznice
|  | Zajednički poslužitelj ima još gradiva o temi Stambeno-gospodarski sklop Bartučević-Raffaeli-Grivičić u Dubovici |